# Degermān Kesh
Degermān Kesh (persiska: دگرمان کش, Degermān Keshī) är en ort i Iran.   Den ligger i provinsen Gilan, i den nordvästra delen av landet, 400 km nordväst om huvudstaden Teheran. Degermān Kesh ligger 656 meter över havet och antalet invånare är 183.
Terrängen runt Degermān Kesh är kuperad västerut, men österut är den bergig. Degermān Kesh ligger nere i en dal. Runt Degermān Kesh är det ganska tätbefolkat, med 192 invånare per kvadratkilometer. Närmaste större samhälle är Namīn, 13,1 km väster om Degermān Kesh. I omgivningarna runt Degermān Kesh växer i huvudsak blandskog.